# Edelpilz

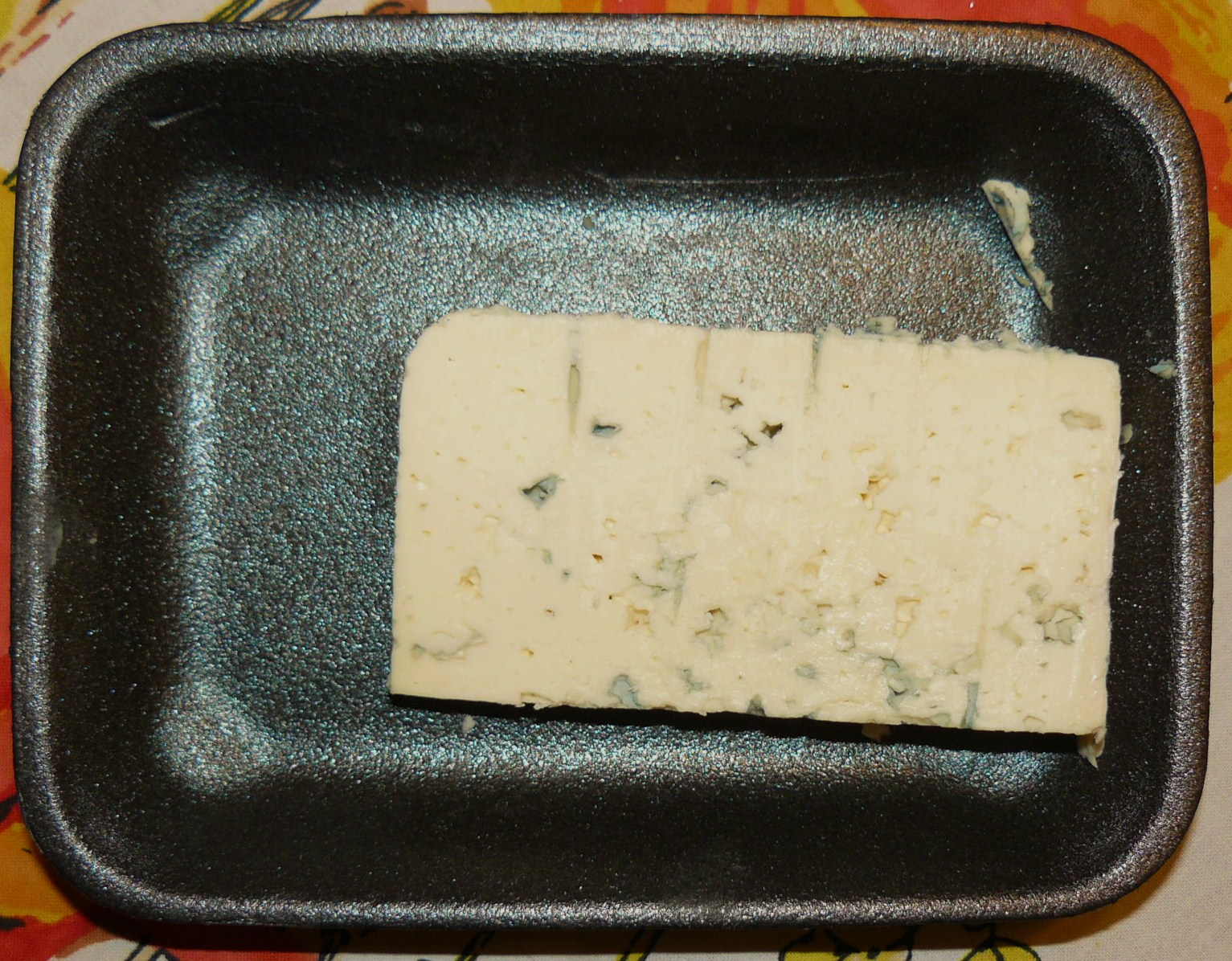
Edelpilz - porcjowany

Edelpilz (także: Edelblu) – niemiecki ser z niebieską pleśnią, porównywany do duńskiego Danablu. Produkowany jest z krowiego mleka, ma zawartość tłuszczu 22%. Edelpilz to ser o wyrazistym, lekko pikantnym smaku.
Produkowany jest od 1927 roku przez Bergader Privatkäserei GmbH – bawarską firmę zajmującą się wytwarzaniem serów od 1902 roku.
Od 2024 roku dostępny jest poza Europą, w Stanach Zjednoczonych.